# Agua Larga (Venezuela)
Pour les articles homonymes, voir Agua Larga.
Agua Larga est la capitale de la paroisse civile d'Agua Larga de la municipalité de Federación de l'État de Falcón au Venezuela.